# Saison 6 de The Big Bang Theory
Chronologie
Saison 5 Saison 7
Cet article présente les vingt-quatre épisodes de la sixième saison de la série télévisée américaine The Big Bang Theory.

## Généralités
Les épisodes sont diffusés simultanément aux États-Unis et au Canada.

## Synopsis
Leonard Hofstadter et Sheldon Cooper vivent en colocation à Pasadena, une ville de l'agglomération de Los Angeles. Ce sont tous deux des physiciens surdoués, « geeks » de surcroît. C'est d'ailleurs autour de cela qu'est axée la majeure partie comique de la série. Ils partagent quasiment tout leur temps libre avec leurs deux amis Howard Wolowitz et Rajesh Koothrappali pour, par exemple, jouer à Halo, organiser un marathon de films Superman, jouer au Boggle klingon ou discuter de théories scientifiques très complexes. Leur univers routinier est alors perturbé lorsqu'une jolie jeune femme, Penny, s'installe dans l'appartement d’en face. Leonard qui a immédiatement des vues sur elle va tout faire pour la séduire. Elle va alors s'intégrer au groupe et découvrir leur univers auquel elle ne connaît rien…

## Distribution

### Acteurs principaux
- Jim Parsons (VF : Fabrice Fara) : Sheldon Cooper
- Johnny Galecki (VF : Fabrice Josso) : Leonard Hofstadter
- Kaley Cuoco (VF : Laura Préjean) : Penny
- Simon Helberg (VF : Yoann Sover) : Howard Wolowitz
- Kunal Nayyar (VF : Jérôme Berthoud) : Rajesh « Raj » Koothrappali
- Melissa Rauch (VF : Sophie Froissard) : Bernadette Maryann Rostenkowski
- Mayim Bialik (VF : Vanina Pradier) : Amy Farrah Fowler
- Kevin Sussman (VF : Gérard Malabat) : Stuart Bloom (8 épisodes)

### Acteurs récurrents
- Carol Ann Susi (VF : Marie-Brigitte Andreï) : Debbie, la mère d'Howard
- Wil Wheaton (VF : Tanguy Goasdoué) : lui-même
- Kate Micucci (VF : Barbara Beretta) : Lucy[1]
- Pasha D. Lychnikoff (VF : Bernard Bollet) : Dimitri
- Margo Harshman (VF : Émilie Alexandre) : Alex Jensen, la nouvelle assistante de Sheldon
- John Ross Bowie (VF : Christophe Lemoine) : Barry Kripke

### Invités
- Michael J. Massimino (astronaute américain) : lui-même (épisodes 2 et 4)
- Howie Mandel (acteur et animateur de jeux télévisés) : lui-même (épisode 4)
- Ken Lerner (VF : Gilbert Levy) : Dr Schneider (épisode 4)
- Buzz Aldrin (astronaute américain) : lui-même (épisode 5)
- Janelle Marra : Claire (épisode 5)
- Stephen Hawking (physicien) : lui-même (voix, épisode 6)
- LeVar Burton : lui-même (épisode 7)
- Ryan Cartwright : Cole (épisode 8)
- Casey Sander (VF : Hervé Jolly) : M. Rostenkowski, le père de Bernadette (épisode 10)
- Meagen Fay (VF : Marie-Martine) : Mme Rostenkowski, la mère de Bernadette (épisode 10)
- Dakin Matthews (VF : Richard Leblond) : le Père Noël (épisode 11)
- Regina King (VF : Magaly Berdy) : Mme Davis, la DRH de l'université (épisodes 12 et 20)
- Matt Battaglia : l'officier Reynolds (épisode 13)
- Angela Sargeant : Lana (épisode 13)
- Rick Gifford : Guy (épisode 13)
- Josh Brener : Dale (épisode 16)
- Briana Cuoco : Gretchen (épisode 16)
- Riccardo LeBron : Tom (épisode 17)
- Brian Posehn (VF : Jean-Jacques Nervest) : Bert (épisode 18)
- Dawson Fletcher : Justin (épisode 18)
- Anna Allen : Alice (épisode 20)
- Bob Newhart (VF : Laurent Claret) : Arthur Jeffries, le « professeur Proton[2] » (épisode 22)

## Production

### Attribution des rôles
En septembre 2012, l'actrice Margo Harshman obtient un rôle récurrent lors de la saison.
En octobre 2012, l'acteur Ryan Cartwright (vu dans Bones et Alphas) obtient un rôle récurrent lors de la saison.
En novembre 2012, l'actrice Meagen Fay (vue dans Malcolm et The Neighbors) obtient un rôle dans cette saison le temps d'un épisode, le 10e, diffusé le 6 décembre 2012.

## Résumé de la saison
Howard est en mission dans la Station Spatiale Internationale, depuis le dernier épisode de la saison précédente.
Sa relation distante avec sa mère et sa femme deviennent tendues, et les autres astronautes se moquent constamment de lui !
Après quelques semaines, il revient sur Terre, mais sera déçu de l'accueil qu'il reçoit.
Pendant ce temps, Sheldon et Amy forment un couple de plus en plus « normal ». Sheldon acceptera même de s'occuper d'Amy un jour où elle tombe malade.
Sheldon engage une assistante, à l'origine dans le but de lui faire relire des vieux cahiers de recherche rédigés lorsqu'il avait quatre et cinq ans…
La relation entre Penny et Léonard se stabilise, malgré quelques anicroches, notamment parce que Penny suit un cours d'histoire à l'université, ou parce qu'Alex, l'assistante de Sheldon, le drague un peu…
Raj, pour combler l'absence d'Howard, accueille Stuart. Ils deviennent amis, ce qui contrarie Howard à son retour.

## Liste des épisodes

### Épisode 1:Un rendez-vous fluctuant
- États-Unis /  Canada : 27 septembre 2012 sur CBS[6] / CTV
- France : 27 septembre 2013 sur Canal+ Séries[réf. souhaitée]
- Québec : 8 janvier 2015 sur VRAK

- États-Unis : 15,66 millions de téléspectateurs[7] (première diffusion)
- Canada : 4,24 millions de téléspectateurs[8] (première diffusion)

- Cet épisode réalise le meilleur démarrage de la série, avec 15,661 millions de téléspectateurs, un taux de 5 % sur les 18-49 ans[7] et un taux de 6,3 % sur les 25-54 ans.
- À partir de cet épisode, Bernadette et Amy apparaissent au générique.

### Épisode 2:Les Fluctuations du découplement
- États-Unis /  Canada : 4 octobre 2012 sur CBS / CTV
- France : 27 septembre 2013 sur Canal+ Séries[réf. souhaitée]
- Québec : 15 janvier 2015 sur VRAK

- États-Unis : 15,17 millions de téléspectateurs[9] (première diffusion)
- Canada : 3,94 millions de téléspectateurs[10] (première diffusion)

- Michael J. Massimino (lui-même)

### Épisode 3:Le Mal de l'espace
- États-Unis /  Canada : 11 octobre 2012 sur CBS / CTV
- France : 27 septembre 2013 sur Canal+ Séries
- Québec : 22 janvier 2015 sur VRAK

- États-Unis : 14,23 millions de téléspectateurs[11] (première diffusion)
- Canada : 4,29 millions de téléspectateurs[12] (première diffusion)

### Épisode 4:La Minimisation du retour
- États-Unis /  Canada : 18 octobre 2012 sur CBS / CTV
- France : 27 septembre 2013 sur Canal+ Séries
- Québec : 29 janvier 2015 sur VRAK

- États-Unis : 15,73 millions de téléspectateurs[13] (première diffusion)
- Canada : 4,565 millions de téléspectateurs[14] (première diffusion)

- Michael J. Massimino (lui-même)
- Jan Hoag (Lilian)
- Ken Lerner (Dr Schneider)
- John Mendoza (chauffeur)
- Howie Mandel (lui-même)

### Épisode 5:L'Excitation holographique
- États-Unis /  Canada : 25 octobre 2012 sur CBS / CTV
- France : 27 septembre 2013 sur Canal+ Séries
- Québec : 5 février 2015 sur VRAK

- États-Unis : 15,82 millions de téléspectateurs[15] (première diffusion)
- Canada : 4,357 millions de téléspectateurs[16] (première diffusion)

- Buzz Aldrin (lui-même)
- Janelle Marra (Claire)

- Raj commande pour la fête d'Halloween de Stuart un « TARDIS » qui est le vaisseau du Docteur dans la série télévisée Doctor Who.

### Épisode 6:Extraction-oblitération
- États-Unis /  Canada : 1er novembre 2012 sur CBS / CTV
- France : 4 octobre 2013 sur Canal+ Séries
- Québec : 12 février 2015 sur VRAK

- États-Unis : 15,9 millions de téléspectateurs [17] (première diffusion)
- Canada : 4,22 millions de téléspectateurs[18] (première diffusion)

- Stephen Hawking (voix, lui-même)

- Au début de l'épisode, Howard et Raj jouent à Kinect Star Wars, mode Danse galactique.

### Épisode 7:L'Apprentie réalisatrice
- États-Unis /  Canada : 8 novembre 2012 sur CBS / CTV
- France : 4 octobre 2013 sur Canal+ Séries
- Québec : 19 février 2015 sur VRAK

- États-Unis : 16,68 millions de téléspectateurs[19] (première diffusion)
- Canada : 3,99 millions de téléspectateurs[20] (première diffusion)

- LeVar Burton (lui-même)

- Deuxième apparition de l'émission de Sheldon Fun with Flags consacrée à la vexillologie (première apparition : saison 5, épisode 14).
- Une référence à la série How I Met Your Mother est faite, lorsque Howard décroche les sabres lasers du mur de sa chambre : Raj dit : « End of an era », littéralement « la fin d'une ère ». Il y a une scène similaire avec les mêmes paroles dans How I Met Your Mother (saison 2, épisode 18), lorsque Ted déménage, avec les épées du salon.
- Au début de cet épisode, Wil Wheaton porte un T-shirt de la websérie The Guild, dans laquelle il fait de fréquentes apparitions et où Simon Helberg a fait un caméo.
- Le numéro civique de la maison de Wil Wheaton est 1701, celui du vaisseau Enterprise de la série Star Trek.

- Raj n’apparaît que très brièvement durant cet épisode.

### Épisode 8:Le Mystère des 20 minutes
- États-Unis /  Canada : 15 novembre 2012 sur CBS / CTV
- France : 4 octobre 2013 sur Canal+ Séries
- Québec : 26 février 2015 sur VRAK

- États-Unis : 17,63 millions de téléspectateurs[21] (première diffusion)
- Canada : 3,86 millions de téléspectateurs[22] (première diffusion)

### Épisode 9:L'Escalade de la place de parking
- États-Unis /  Canada : 29 novembre 2012 sur CBS / CTV
- France : 4 octobre 2013 sur Canal+ Séries
- Québec : 12 mars 2015 sur VRAK

- États-Unis : 17,25 millions de téléspectateurs[23] (première diffusion)
- Canada : 3,461 millions de téléspectateurs[24] (première diffusion)

- Cet épisode fait référence à l'épisode 7 de la deuxième saison, La Vengeance de Sheldon (The Panty Piñata Polarization) dans lequel Sheldon bannit Penny. Cet évènement étant le point de départ de nombreuses mesquineries où chacun va essayer de prendre le dessus sur l'autre.

### Épisode 10:Entrailles, Poiscailles, Ripailles!
- États-Unis /  Canada : 6 décembre 2012 sur CBS / CTV
- France : 4 octobre 2013 sur Canal+ Séries
- Québec : 19 mars 2015 sur VRAK

- États-Unis : 16,94 millions de téléspectateurs[25] (première diffusion)
- Canada : 3,949 millions de téléspectateurs[26] (première diffusion)

- Casey Sander (M. Rostenkowski, le père de Bernadette)
- Meagen Fay (Mme Rostenkowski, la mère de Bernadette)

### Épisode 11:L'Esprit de Noël
- États-Unis /  Canada : 13 décembre 2012 sur CBS / CTV
- France : 11 octobre 2013 sur Canal+ Séries
- Québec : 26 mars 2015 sur VRAK

- États-Unis : 16,77 millions de téléspectateurs[27] (première diffusion)
- Canada : 3,93 millions de téléspectateurs[28] (première diffusion)

- Dakin Matthews (Santa)

### Épisode 12:Les Propos démesurés de Sheldon
- États-Unis /  Canada : 3 janvier 2013 sur CBS / CTV
- France : 11 octobre 2013 sur Canal+ Séries
- Québec : 2 avril 2015 sur VRAK

- États-Unis : 19,25 millions de téléspectateurs[29] (première diffusion)
- Canada : 4,69 millions de téléspectateurs[30] (première diffusion)

- Regina King (Mme Davis)

### Épisode 13:L'Expédition Bakersfield
- États-Unis /  Canada : 10 janvier 2013 sur CBS / CTV
- France : 11 octobre 2013 sur Canal+ Séries
- Québec : 9 avril 2015 sur VRAK

- États-Unis : 20 millions de téléspectateurs[31] (première diffusion)
- Canada : 4,12 millions de téléspectateurs[32] (première diffusion)

- Angela Sargeant (Lana)
- Matt Battaglia (l'officier Reynolds)
- Craig Gellis (le voleur de voiture no 1)
- Frank Alvarez (le voleur de voiture no 2)
- Rick Gifford (l'homme du O.S.)

- Cet épisode réalise la meilleure audience historique de la série[31].
- Le site ayant servi de lieu de tournage aux séries télévisées Star Trek est Vasquez Rocks, un parc naturel.
- Les personnages de la série Star Trek : La Nouvelle Génération incarnés par Leonard, Sheldon, Raj et Howard sont, dans l'ordre : le capitaine Jean-Luc Picard, le lieutenant-commander Data, le lieutenant Worf et un membre du Collectif Borg.
- Une blague sur les fans de comics est faite quand Amy demande au magasin de Stuart qui serait le « meilleur » des super-héros de comics : Stuart, paniqué par cette question ouverte, la fait taire et lui reproche de « vouloir créer une émeute ».
- Penny fait référence à la baguette magique d'Harry Potter quand elle suppose que le marteau de Thor pourrait choisir son propriétaire, puisque celle-ci peut choisir son maître.
- Bernadette contourne la condition du pouvoir de Mjöllnir en se demandant si Hulk pourrait se servir indirectement dudit marteau en se saisissant lui-même de son porteur, Thor.

### Épisode 14:Renversement de tendance
- États-Unis /  Canada : 31 janvier 2013 sur CBS / CTV
- France : 11 octobre 2013 sur Canal+ Séries
- Québec : 16 avril 2015 sur VRAK

- États-Unis : 17,76 millions de téléspectateurs[33] (première diffusion)
- Canada : 3,53 millions de téléspectateurs[34] (première diffusion)

- En voyant les figurines, Leonard plaisante sur une « erreur » de la poste en les comparant à des répliques de l'acteur Wesley Snipes et Sam le Toucan, une mascotte pour céréales.
- Quand Sheldon « est malheureux et souhaite détruire la planète », il passe à haut volume La Marche impériale, thème emblématique de Dark Vador et leitmotiv de l'univers Star Wars.

### Épisode 15:L'Art du spoiler
- États-Unis /  Canada : 7 février 2013 sur CBS / CTV
- France : 11 octobre 2013 sur Canal+ Séries
- Québec : 23 avril 2015 sur VRAK

- États-Unis : 18,98 millions de téléspectateurs[35] (première diffusion)
- Canada : 3,56 millions de téléspectateurs[36] (première diffusion)

- Quand Penny compare Leonard et Sheldon à « Bert et Ernie », cela fait référence à deux personnages de l'émission éducative qu'elle adore depuis l'enfance, 1, rue Sésame.
- Leonard et Sheldon regardent tous les deux la série télévisée The Walking Dead (dont l'acteur Steven Yeun a joué le rôle de Sebastian — l'ancien colocataire de Sheldon croisé par Leonard à son arrivée dans l'immeuble — juste avant d'intégrer la série).
- La mère d'Howard raconte que son docteur a comparé son ancien problème de « kyste dans un autre kyste » à des matriochkas.

- Au cours de cet épisode, Leonard qui n'avait encore jamais lu les aventures d'Harry Potter avant mais était en train de s'y mettre, se fait plusieurs fois gâcher l'histoire par des révélations majeures de Sheldon et Penny. Il se fait également gâcher une révélation importante de The Walking Dead par Sheldon.
- Cet épisode marque la première apparition physique de Mme Wolowitz, mais pas de son visage.

### Épisode 16:La Preuve d'affection tangible
- États-Unis /  Canada : 14 février 2013 sur CBS / CTV
- France : 18 octobre 2013 sur Canal+ Séries
- Québec : 30 avril 2015 sur VRAK

- États-Unis : 17,89 millions de téléspectateurs[37] (première diffusion)
- Canada : 3,88 millions de téléspectateurs[38] (première diffusion)

- Josh Brener (Dale)
- Kate Micucci (Lucy)
- Briana Cuoco (Gretchen)

- Alex dit qu'elle aurait refusé un poste chez Fermilab pour pouvoir travailler avec Sheldon.
- L'actrice jouant Gretchen, Briana Cuoco, est la sœur cadette de Kaley (Penny) dans la vie civile.

### Épisode 17:L'Isolation d'un looser
- États-Unis /  Canada : 21 février 2013 sur CBS / CTV
- France : 18 octobre 2013 sur Canal+ Séries
- Québec : 7 mai 2015 sur VRAK

- États-Unis : 17,62 millions de téléspectateurs[39] (première diffusion)
- Canada : 3,59 millions de téléspectateurs[40] (première diffusion)

- Kate Micucci (Lucy)
- Riccardo LeBron (Tom)

- Raj fait référence à l'univers de Harry Potter en comparant l'université de Cambridge à l'école de magie de Poudlard.
- C'est la troisième apparition de l'émission de Sheldon Fun with Flags consacrée à la vexillologie[41].

### Épisode 18:Obligation contractuelle
- États-Unis /  Canada : 7 mars 2013 sur CBS / CTV
- France : 18 octobre 2013 sur Canal+ Séries

- États-Unis : 17,63 millions de téléspectateurs[42] (première diffusion)
- Canada : 3,61 millions de téléspectateurs[43] (première diffusion)

- Kate Micucci (Lucy)
- Brian Posehn (Bert)
- Piper Mackenzie Harris (la fille no 1)
- Diamond White (la fille no 2)

- Leonard, Sheldon et Howard ont une discussion où ils mentionnent la série originale Star Trek et la participation de Nichelle Nichols. Sheldon fait également une métaphore avec la Torche humaine.
- C'est la première apparition du personnage de Bert, un collègue géologue de la plupart des protagonistes.
- Après une dispute avec Bernadette pour savoir qui se déguiserait en Cendrillon, Penny choisit de se déguiser en princesse Aurore et Amy en Blanche-Neige.

### Épisode 19:La Reconfiguration du dressing
- États-Unis /  Canada : 14 mars 2013 sur CBS / CTV
- France : 18 octobre 2013 sur Canal+ Séries

- États-Unis : 15,9 millions de téléspectateurs[44] (première diffusion)
- Canada : 3,74 millions de téléspectateurs[45] (première diffusion)

- Pour permettre à Howard de demeurer dans l'ambivalence vis-à-vis du contenu de sa lettre, ses amis font une démonstration de logique épistémique basée sur le principe de superposition quantique (qui rappelle le chat de Schrödinger mentionné de façon récurrente dans la série).

### Épisode 20:Une titularisation mouvementée
- États-Unis /  Canada : 4 avril 2013 sur CBS / CTV
- France : 18 octobre 2013 sur Canal+ Séries

- États-Unis : 17,24 millions de téléspectateurs[46] (première diffusion)
- Canada : 3,64 millions de téléspectateurs[47] (première diffusion)

- Regina King (Mme Davis)

- Sheldon, dans une tentative déplacée d'entrer dans les bonnes grâces de Mme Davis, lui offre un exemplaire DVD de la mini-série Racines (au motif assumé qu'elle est noire).

### Épisode 21:La Clôture cognitive alternative
- États-Unis /  Canada : 25 avril 2013 sur CBS / CTV
- France : 25 octobre 2013 sur Canal+ Séries

- États-Unis : 15,05 millions de téléspectateurs[48] (première diffusion)
- Canada : 3,47 millions de téléspectateurs[49] (première diffusion)

- Kate Micucci (Lucy)

Sheldon est choqué par l'annulation de la série télévisée, Alphas dont il est fan, après un cliffhanger « énorme ». Constatant cela, Amy décide de réagir en lui apprenant à surpasser son besoin obsessionnel de finir les choses par une série d'exercices plus frustrants les uns que les autres.
Raj quant à lui est profondément attristé par les réflexions que tient Lucy à son propos sur son blog, le trouvant apparemment assez féminin. Aussi décide-t-il de changer afin de lui plaire.
- Sheldon cite à titre d'exemples les sorts des séries Firefly, Buffy contre les vampires et Heroes.

### Épisode 22:Le Professeur Proton
- États-Unis /  Canada : 2 mai 2013 sur CBS / CTV
- France : 25 octobre 2013 sur Canal+ Séries

- États-Unis : 16,29 millions de téléspectateurs[50] (première diffusion)
- Canada : 3,12 millions de téléspectateurs[51] (première diffusion)

- Bob Newhart (Arthur Jeffries, le « professeur Proton »)
- Ian Reed Kesler (le paramédical no 1)
- Troy Winbush (le paramédical no 2)

### Épisode 23:Délire à Las Vegas
- États-Unis /  Canada : 9 mai 2013 sur CBS / CTV
- France : 25 octobre 2013 sur Canal+ Séries

- États-Unis : 16,3 millions de téléspectateurs[52] (première diffusion)
- Canada : 3,12 millions de téléspectateurs[53] (première diffusion)

- Kate Micucci (Lucy)

- Amy cite le Blue Man Group et Garth Brooks.
- Le terme « Lordly might » se traduit « puissance seigneuriale ».
- Leonard aurait habituellement la place attitrée de maître du jeu durant les parties de jeu de rôle de leur groupe.
- Sheldon, obsessionnel qui déteste le changement, se reçoit durant les conversations sur le sujet avec Leonard son acceptation finale de la nouvelle interprétation de Spock par Zachary Quinto comme argument d'autorité.
- Howard fait des imitations durant la partie qu'il dirige, notablement : Grosminet, le jeu d'acteur de Nicolas Cage, Raj, Gollum, Sammy Rogers et Rocky Balboa.

### Épisode 24:Bon voyage!
- États-Unis /  Canada : 16 mai 2013 sur CBS[54] / CTV
- France : 25 octobre 2013 sur Canal+ Séries

- États-Unis : 15,48 millions de téléspectateurs[55] (première diffusion)
- Canada : 3,57 millions de téléspectateurs[56] (première diffusion)

- Kate Micucci (Lucy)

Leonard a l'occasion de travailler avec l'équipe de Stephen Hawking sur la mer du Nord, cependant il hésite à accepter car il sera séparé de Penny pendant quatre mois s'il accepte l'offre. 
- Bien que Raj veuille présenter officiellement Lucy à ses amis, elle avait déjà rencontré Howard, Leonard et Sheldon au magasin de Stuart après son premier rejet.
- Sheldon prétend que, lorsqu'il est mal à l'aise avec d'autres humains, pour se rassurer il les imagine en personnages de l'univers Star Trek (dans le cas de Leonard, un redshirt, et pour Raj, le lieutenant Uhura).
- C'est la première fois que Raj arrive à parler à une femme sans boire d'alcool. Il continue d'ailleurs de parler durant le générique de fin.